# Matilde de Hackeborn
Santa Matilde de Hackeborn, en alemán Mechthild (Helfta, 1241-1299) fue una monja cisterciense, mística, también conocida como Matilde de Helfta, su fiesta se celebra el 19 de noviembre.

## Nacimiento
Matilde nació en el castillo de Helfta, Sajonia, en el seno de la noble y poderosa familia de los Hackeborn, que poseía tierras en Turingia. Nació tan débil que se la creyó muerta, pero al presentarla al sacerdote para que la bautizara, este profetizó que llegaría a ser santa y Dios obraría grandes cosas a través de ella. 

## Ingreso en el monasterio
En 1248, a los siete años, visitó con su madre a su hermana Gertrudis de Hackeborn (no confundir con Gertrudis de Helfta, también llamada Gertrudis la Grande), monja en el monasterio cisterciense de la localidad de Rodersdorf. Atraída por el ambiente monástico, se quedó en el monasterio, ingresando como educanda. Tres años después, en 1251, Gertrudis es elegida abadesa a la edad de 19 años, gobernando la comunidad hasta 1291. En 1258, debido a la escasez de agua, las monjas se trasladaron al monasterio de Santa María de Helfta. Este nuevo monasterio llegaría a prosperar tanto económica como cultural y espiritualmente.

## Actividad
Gertrudis formó a su hermana con vistas al cargo que le iba a confiar: maestra de la escuela de niñas, y formadora de las novicias y de las jóvenes profesas. En 1261, ejerciendo ya el cargo de maestra, recibe a su cuidado a una niña llamada Gertrudis, de 5 años de edad, que llegará a ser conocida como santa Gertrudis la Grande. Por sus dotes naturales para el canto, Matilde sería también nombrada maestra de coro. La tradición acabó llamándola “Ruiseñor de Cristo”. 
Matilde desempeñó su labor silenciosamente hasta los 50 años. Desde joven tuvo experiencias místicas, pero nunca escribió nada. En 1291 murió su hermana Gertrudis de Hackeborn. Por estas fechas comenzó a enfermar y a pasar períodos en cama. La nueva abadesa Sofía de Querfurt, viendo la progresiva decadencia física de Matilde, mandó a las monjas recoger todos los datos y apuntes que hubiese de su magisterio, además de tomar nota de cuanto pública o privadamente manifestara a cualquier hermana. Encargada especial de esta labor fue Gertrudis de Helfta. Esto se hizo a escondidas de la enferma, aunque posteriormente, al ser informada, confirmaría el contenido del libro. El resultado es el Libro de la Gracia Especial.

## El Libro de la Gracia Especial
El libro consta de siete partes. En las dos primeras se recogieron las experiencias místicas de Matilde en torno a las fiestas litúrgicas. La tercera y cuarta reunieron las enseñanzas referentes a la salvación del hombre y a las virtudes. La quinta parte está dedicada a las almas de los difuntos. La sexta es una breve biografía de Gertrudis de Hackeborn, hermana de Matilde. La séptima parte describe los últimos días de Matilde y su muerte.
Doctrinalmente, el libro se centra en la vida espiritual monástica: Liturgia de las Horas, Lectio Divina, Eucaristía. En el centro de todo está el Corazón de Jesús, símbolo del amor divino, encontrándose en este libro una de las referencias más antiguas de esta devoción.
Ocupa un papel importante el tema mariológico. Sostiene tres dogmas marianos: La Inmaculada Concepción de María, su maternidad divina, y la concepción virginal de Jesús. Además inauguró la devoción mariana de rezar diariamente tres Avemarías pidiendo la especial protección de María: 

«Dios te salve por la omnipotencia del Padre...
Dios te salve por la sabiduría del Hijo...
Dios te salve por la bondad del Espíritu Santo...»
Libro de la Gracia Especial, Libro I cap. XIV

Respecto a las virtudes, se desarrolla la idea de la suplencia de Cristo. Jesús suple con sus méritos y virtudes la insuficiencia del hombre para salvarse: 

«Cuando me presento al Padre para alabarle y darle gracias, conviene que supla en mí y por mí de la manera más perfecta, las imperfecciones de todas las criaturas. Mi bondad no puede soportar que lo que un alma desea y por sí misma no puede alcanzar, quede sin realizarse»
Libro de la Gracia Especial, Libro I cap. XVI

## Muerte
El 19 de noviembre de 1299 murió Matilde a la edad de 59 años. La fama e importancia que se le atribuyó a su discípula santa Gertrudis de Helfta (que acabó llamándose por ello la Grande) acabó por hacer sombra a Matilde, que pasó a segundo plano a partir del siglo XVI.